# Iben Hjejle
Iben Hjejle (Kopenhagen, 22 maart 1971) is een Deense televisie- en filmactrice. Ze speelt behalve in producties uit eigen land ook Engelstalige rollen in onder meer Britse en Amerikaanse titels, zoals High Fidelity (2000), Defiance (2008) en The Eclipse (2009). Voor haar rol in Mifunes sidste sang kreeg ze een eervolle vermelding op het Filmfestival van Berlijn 1999 en werd ze genomineerd voor onder meer een European Film Award.
Hjejle maakte in 1996 haar (avondvullende) film- en acteerdebuut als Eva in de Deense misdaadfilm Portland. De productie stond onder regie van Niels Arden Oplev, die haar vier jaar eerder al een rolletje gaf in zijn korte film Nøgen. Hjele stond sindsdien voor de camera bij meer dan twintig speelfilms en ruim honderd afleveringen van televisieseries. Zo was zij de titelheldin van de serie Dicte (2013-2016). 
Hjejle trouwde in 1996 met de Deense muzikant Emil de Waal, met wie ze samen zoon William kreeg. Hun huwelijk kwam in 1999 officieel ten einde.

## Filmografie
*Exclusief televisiefilms
| - The Eclipse (2009) - Chéri (2009) - Flugten (2009) - Defiance (2008) - Rejsen til Saturn (2008, stem) - Boy Meets Girl (2007) - Bee Movie (2007, stem Deense nasynchronisatie) - Direktøren for det hele (2006) - Han, hun og Strindberg (2006) - Inkasso (2004) - Monstertorsdag (2004) - Den gode strømer (2004) - Shark Tale (2004, stem Deense nasynchronisatie) | - Dreaming of Julia (2003) - Manden bag døren (2003) - Skagerrak (2003) - Annas dag (2003) - Gamle mænd i nye biler (2002) - The Emperor's New Clothes (2001) - Blinkende lygter (2000, Flickering Lights) - Dinosaur (2000, stem Deense versie) - High Fidelity (2000) - Besat (1999) - Mifunes sidste sang (1999) - Sinans bryllup (1997) - Portland (1996) |

## Televisieseries
*Exclusief eenmalige rollen
- Dicte - Dicte Svendsen ( 2013-2016, 30 afleveringen)
- Klovn - Iben ( 2005-2009, 44 afleveringen)
- Anna Pihl - Mikala ( 2006-2008, 21 afleveringen)
- Julie - Elsiabet, Julie's moeder ( 2005, vier afleveringen)
- Langt fra Las Vegas - Liva Eberhart ( 2002-2003, 29 afleveringen)

- Bibsys: 3100165
- Biblioteca Nacional de España: XX1695693
- Bibliothèque nationale de France: cb14048003h (data)
- Catàleg d'autoritats de noms i títols de Catalunya: 981058517963006706
- Gemeinsame Normdatei: 1034375598
- International Standard Name Identifier: 0000 0001 1459 3183
- Library of Congress Control Number: no2001053600
- MusicBrainz: f7ce4aff-2652-44c5-ac4e-5439fdfa078e
- Nationale Bibliotheek van Tsjechië: xx0160691
- Nationale Bibliotheek van Israël: 987007447040305171
- Nederlandse Thesaurus van Auteursnamen: 202131092
- Système universitaire de documentation: 084561998
- Virtual International Authority File: 166779453
- WorldCat: E39PBJkp3RgcDyWTtrpCBpP4v3